# Paracardiophorus musculus
Paracardiophorus musculus är en skalbaggsart som först beskrevs av Wilhelm Ferdinand Erichson 1840.  Paracardiophorus musculus ingår i släktet Paracardiophorus, och familjen knäppare. Arten har ej påträffats i Sverige.